# Barville (Eure)
Pour les articles homonymes, voir Barville.
Barville est une commune française située dans le département de l'Eure, en région Normandie.

## Géographie

### Localisation
Barville est une commune de l'ouest du département de l'Eure en région Normandie. Située près de la limite entre le Calvados et l'Eure, elle appartient à la région naturelle du Lieuvin.
|                    | Saint-Aubin-de-Scellon |            |
| Fontaine-la-Louvet | Barville               | Folleville |
| Duranville         | Duranville             |            |

### Hydrographie
La commune est située dans le bassin Seine-Normandie. Elle est drainée par la Calonne,.
La Calonne, d'une longueur de 45 km, prend sa source dans la commune du Planquay et se jette  dans la Touques à Pont-l'Évêque, après avoir traversé 19 communes.

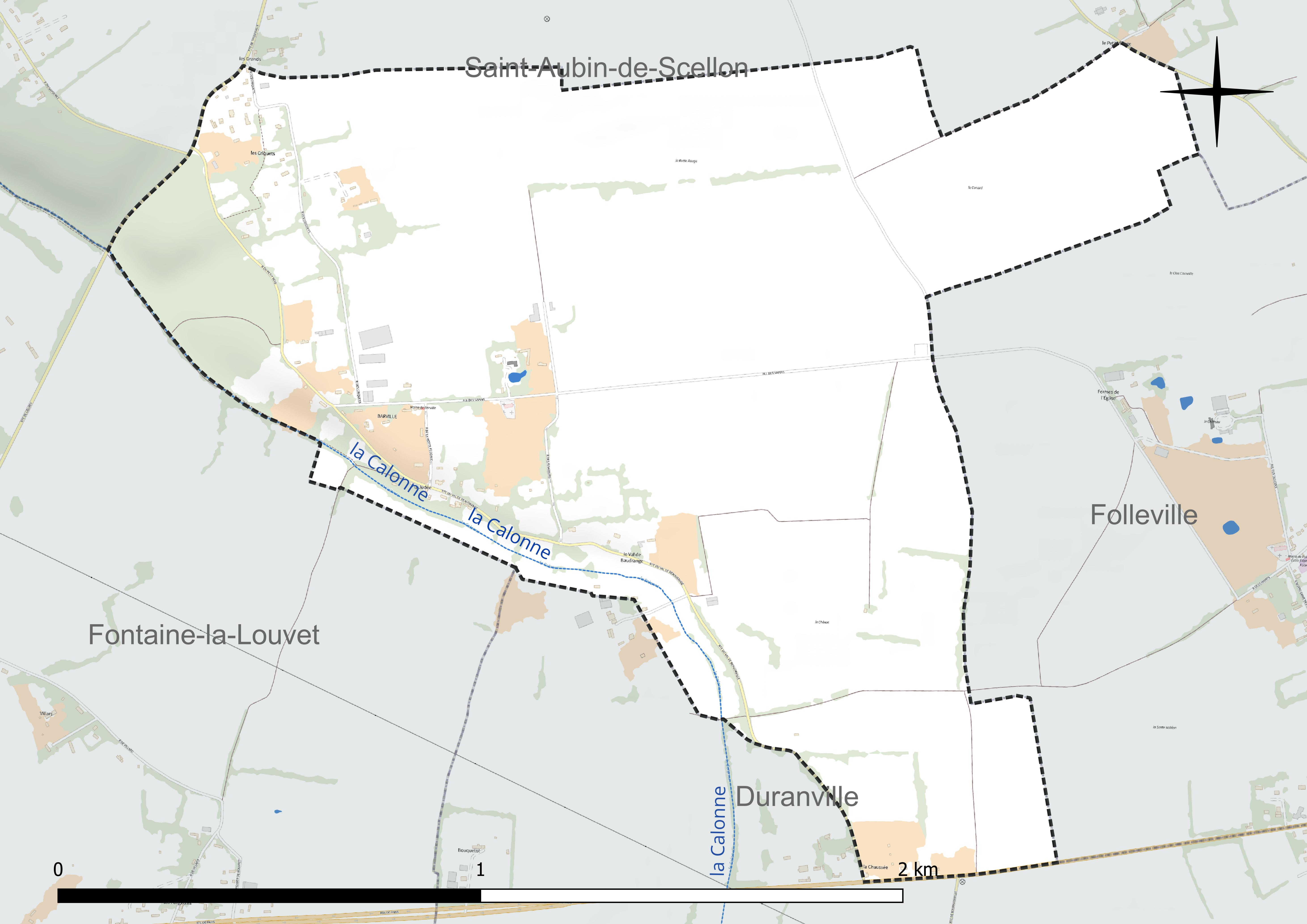
Réseau hydrographique de Barville.

### Climat
Pour des articles plus généraux, voir Climat de la Normandie et Climat de l'Eure.
En 2010, le climat de la commune est de type climat océanique dégradé des plaines du Centre et du Nord, selon une étude du CNRS s'appuyant sur une série de données couvrant la période 1971-2000. En 2020, Météo-France publie une typologie des climats de la France métropolitaine dans laquelle la commune est exposée à un climat océanique et est dans la région climatique  Côtes de la Manche orientale, caractérisée par un faible ensoleillement (1 550 h/an) ; forte humidité de l’air (plus de 20 h/jour avec humidité relative > 80 % en hiver), vents forts fréquents. Parallèlement le GIEC normand, un groupe régional d’experts sur le climat, différencie quant à lui, dans une étude de 2020, trois grands types de climats pour la région Normandie, nuancés à une échelle plus fine par les facteurs géographiques locaux. La commune est, selon ce zonage, exposée à un « climat contrasté des collines », correspondant au Pays d’Auge, Lieuvin et Roumois, moins directement soumis aux flux océaniques et connaissant toutefois des précipitations assez marquées en raison des reliefs collinaires qui favorisent leur formation.
Pour la période 1971-2000, la température annuelle moyenne est de 10 °C, avec  une amplitude thermique annuelle de 13,7 °C. Le cumul annuel moyen de précipitations est de 862 mm, avec 12,8 jours de précipitations en janvier et 8,6 jours en juillet. Pour la période 1991-2020, la température moyenne annuelle observée sur la station météorologique la plus proche, située sur la commune de Lieurey à 8 km à vol d'oiseau, est de 11,3 °C et le cumul annuel moyen de précipitations est de 893,1 mm,. Pour l'avenir, les paramètres climatiques de la commune estimés pour 2050 selon différents scénarios d’émission de gaz à effet de serre sont consultables sur un site dédié publié par Météo-France en novembre 2022.

## Urbanisme

### Typologie
Au 1er janvier 2024, Barville est catégorisée commune rurale à habitat très dispersé, selon la nouvelle grille communale de densité à 7 niveaux définie par l'Insee en 2022.
Elle est située hors unité urbaine. Par ailleurs la commune fait partie de l'aire d'attraction de Lisieux, dont elle est une commune de la couronne,. Cette aire, qui regroupe 57 communes, est catégorisée dans les aires de 50 000 à moins de 200 000 habitants,.

### Occupation des sols
L'occupation des sols de la commune, telle qu'elle ressort de la base de données européenne d’occupation biophysique des sols Corine Land Cover (CLC), est marquée par l'importance des territoires agricoles (94,4 % en 2018), une proportion identique à celle de 1990 (94,4 %). La répartition détaillée en 2018 est la suivante : 
terres arables (59,8 %), prairies (34,6 %), forêts (5,6 %). L'évolution de l’occupation des sols de la commune et de ses infrastructures peut être observée sur les différentes représentations cartographiques du territoire : la carte de Cassini (XVIIIe siècle), la carte d'état-major (1820-1866) et les cartes ou photos aériennes de l'IGN pour la période actuelle (1950 à aujourd'hui).

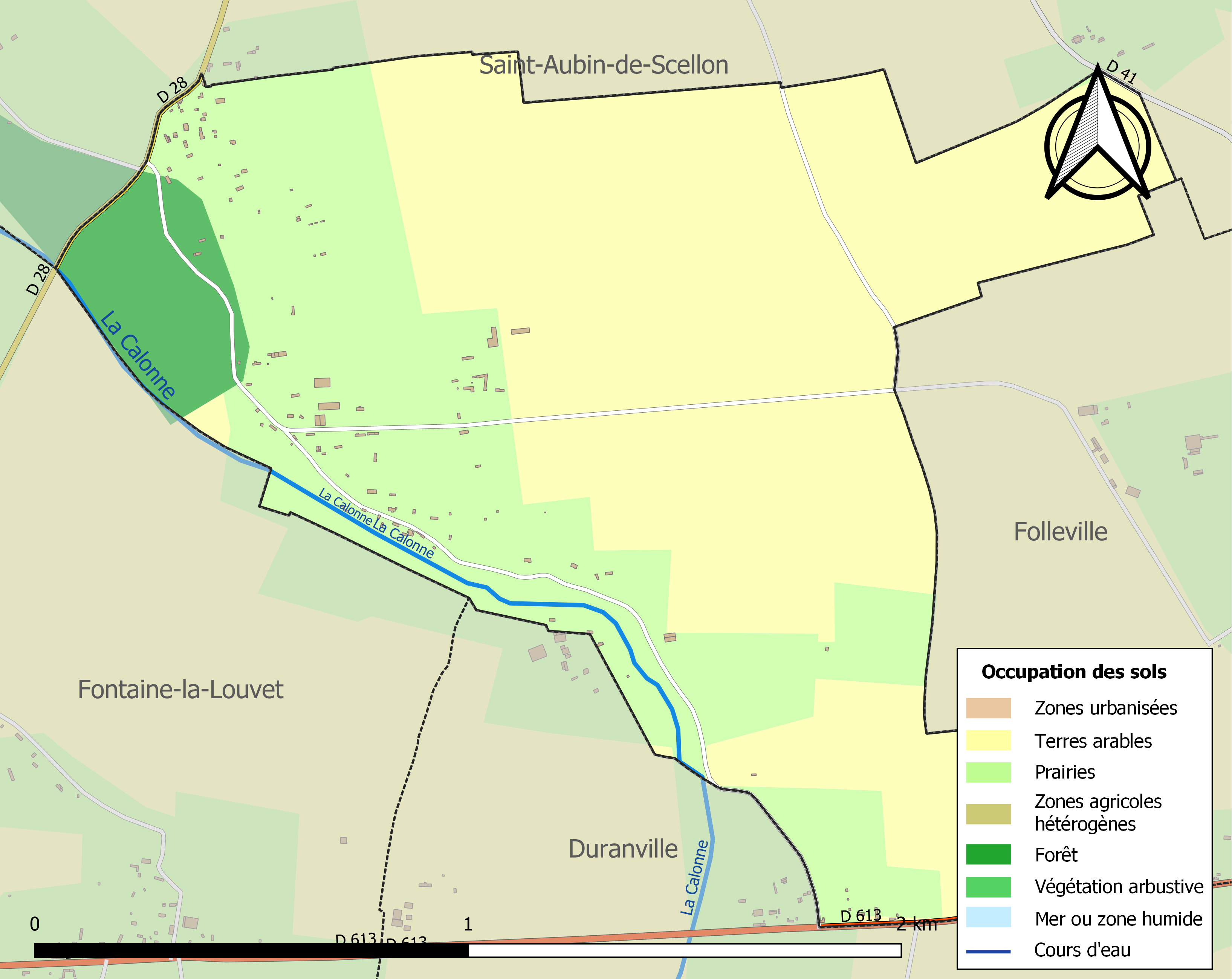
Carte des infrastructures et de l'occupation des sols de la commune en 2018 (CLC).

## Toponymie
Le nom de la localité est attesté sous la forme Barevilla en 1195 ; Barvilla au XIIIe siècle ; Barville-en-Lieuvin en 1828.

## Histoire

### Héraldique
| Armes de Barville | Elles peuvent se blasonner ainsi aujourd’hui : d'azur à trois molettes d'or. |

## Politique et administration
| Période                                  | Période  | Identité                   | Étiquette | Qualité |
| ---------------------------------------- | -------- | -------------------------- | --------- | ------- |
| mars 2001                                | 2014     | Mauricette Prevost-Fecomme |           |         |
| mars 2014                                | En cours | Jean-Luc Hie               | MoDem     |         |
| Les données manquantes sont à compléter. |          |                            |           |         |

## Démographie
L'évolution du nombre d'habitants est connue à travers les recensements de la population effectués dans la commune depuis 1793. Pour les communes de moins de 10 000 habitants, une enquête de recensement portant sur toute la population est réalisée tous les cinq ans, les populations de référence des années intermédiaires étant quant à elles estimées par interpolation ou extrapolation. Pour la commune, le premier recensement exhaustif entrant dans le cadre du nouveau dispositif a été réalisé en 2008.

En 2022, la commune comptait 85 habitants, en évolution de +32,81 % par rapport à 2016 (Eure : −0,25 %, France hors Mayotte : +2,11 %).
| 1793 | 1800 | 1806 | 1821 | 1831 | 1836 | 1841 | 1846 | 1851 |
| ---- | ---- | ---- | ---- | ---- | ---- | ---- | ---- | ---- |
| 219  | 229  | 283  | 302  | 287  | 301  | 305  | 284  | 270  |

| 1856 | 1861 | 1866 | 1872 | 1876 | 1881 | 1886 | 1891 | 1896 |
| ---- | ---- | ---- | ---- | ---- | ---- | ---- | ---- | ---- |
| 242  | 248  | 215  | 219  | 200  | 183  | 163  | 158  | 175  |

| 1901 | 1906 | 1911 | 1921 | 1926 | 1931 | 1936 | 1946 | 1954 |
| ---- | ---- | ---- | ---- | ---- | ---- | ---- | ---- | ---- |
| 133  | 106  | 85   | 84   | 92   | 71   | 83   | 44   | 54   |

| 1962 | 1968 | 1975 | 1982 | 1990 | 1999 | 2006 | 2008 | 2013 |
| ---- | ---- | ---- | ---- | ---- | ---- | ---- | ---- | ---- |
| 45   | 52   | 47   | 50   | 59   | 61   | 72   | 75   | 60   |

| 2018 | 2022 | - | - | - | - | - | - | - |
| ---- | ---- | - | - | - | - | - | - | - |
| 77   | 85   | - | - | - | - | - | - | - |

## Culture locale et patrimoine

### Lieux et monuments
La commune de Barville compte un édifice inscrit au titre des monuments historiques : 
- Un manoir du XVIe siècle  Inscrit MH (1933)[24],[25].

Autres lieux : 
- L'église Notre-Dame (XIIe, XVIe et XVIIe) ;
- L'aérodrome allemand enherbé de la Seconde Guerre mondiale à Barville[26] ;
- Les tombes de guerre de la Commonwealth War Graves Commission : six aviateurs âgés d'une vingtaine d'années (3 Canadiens et 3 Britanniques) sont enterrés dans un petit cimetière. Leur avion a été abattu par la DCA allemande le 15 octobre 1941 au-dessus du village où les Allemands avaient installé un aérodrome[27] ;
- Le calvaire du Val-de-Baudrange (1644) ;
- Une motte féodale[25].

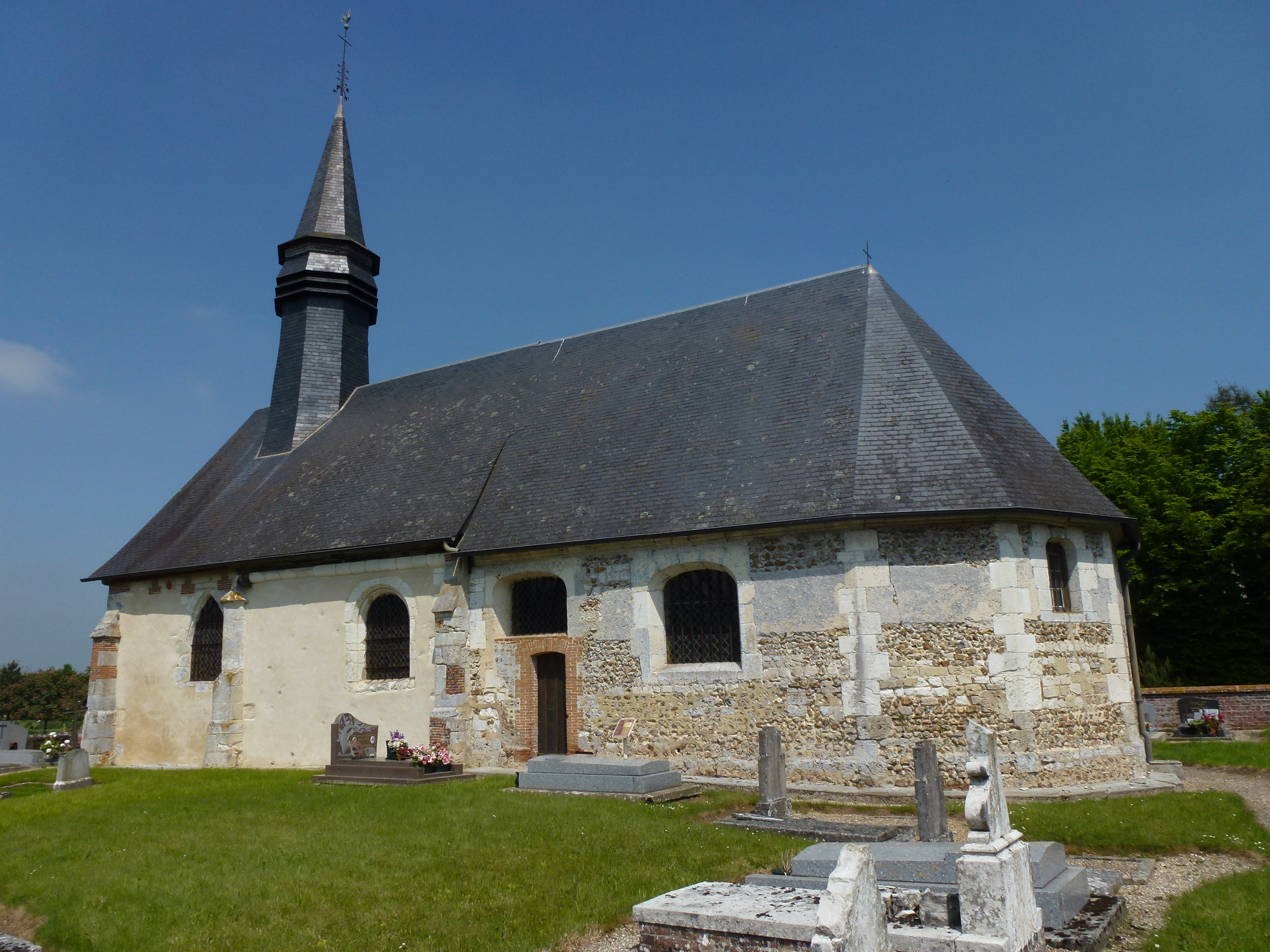
L'église Notre-Dame.
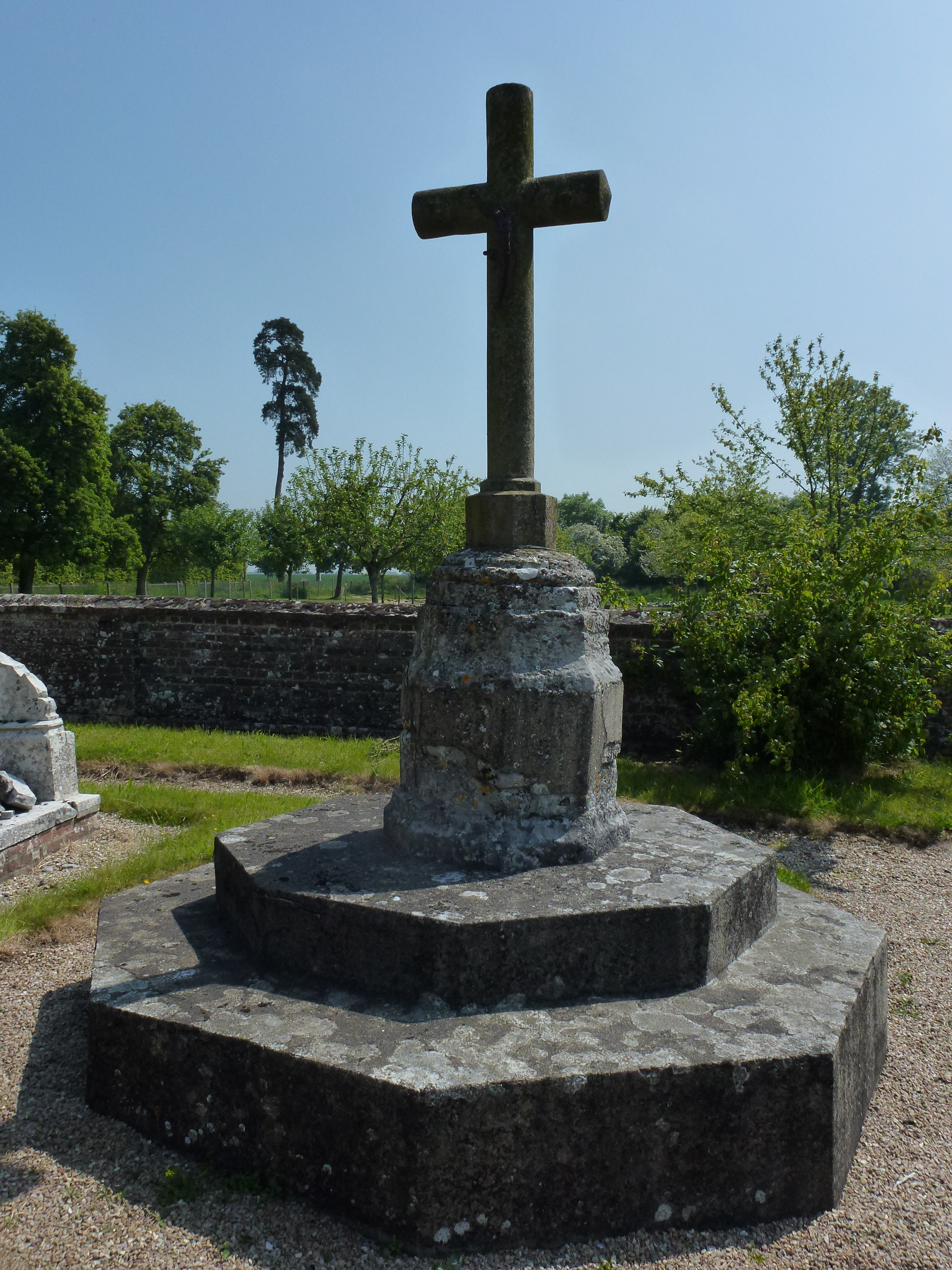
La croix de cimetière.
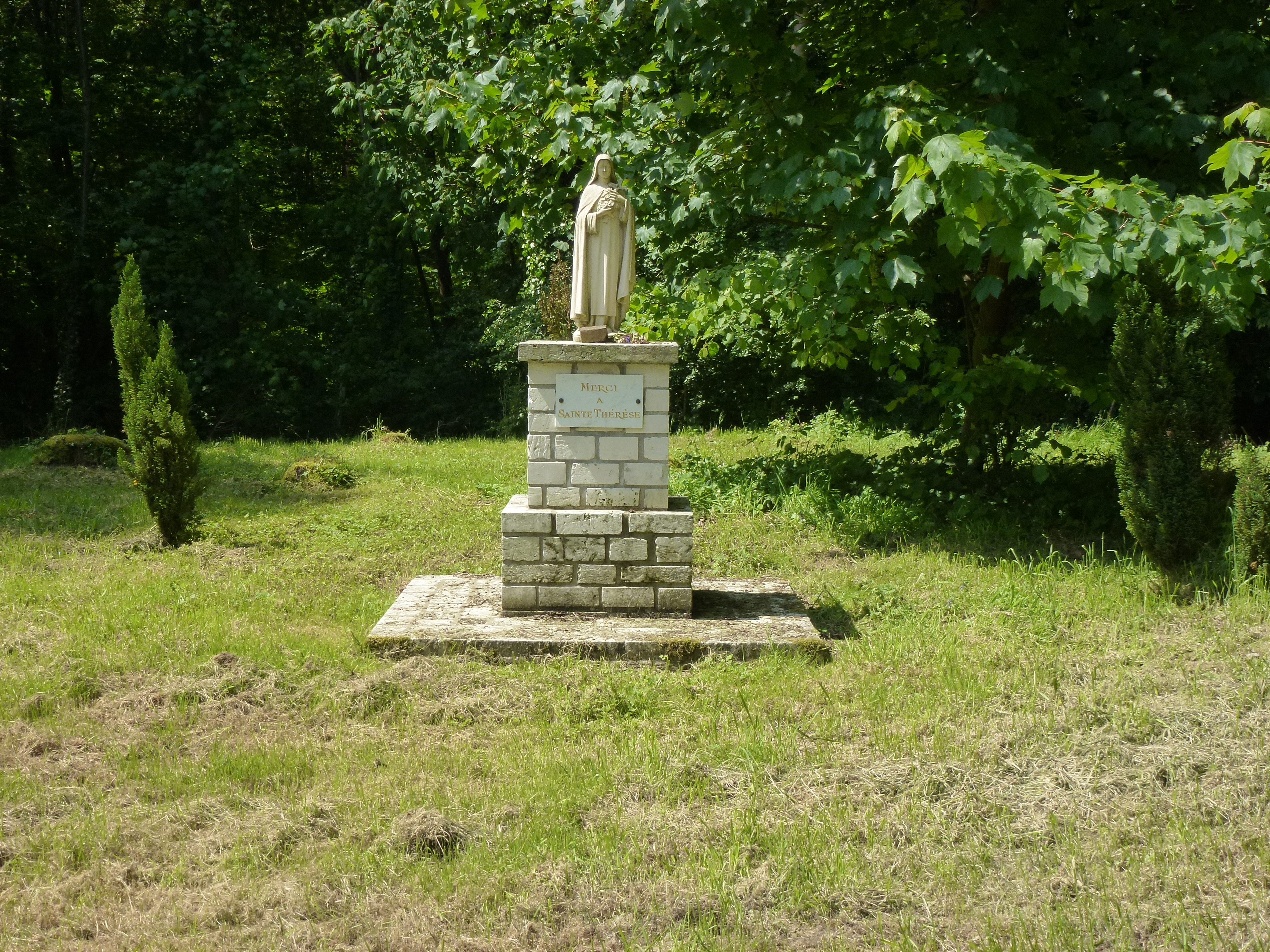
La statue de Sainte-Thérèse.
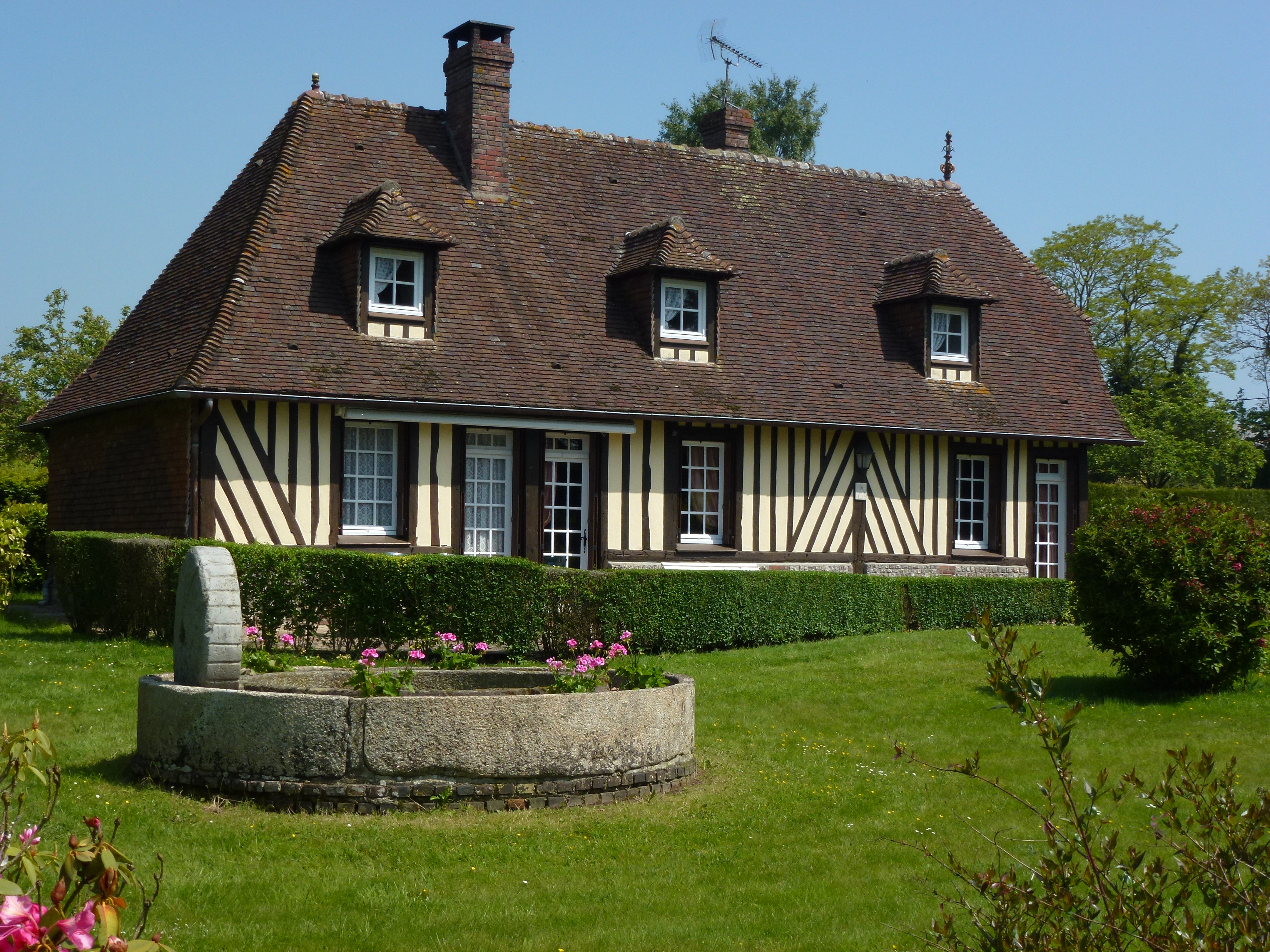
Une maison en colombages avec pressoir.
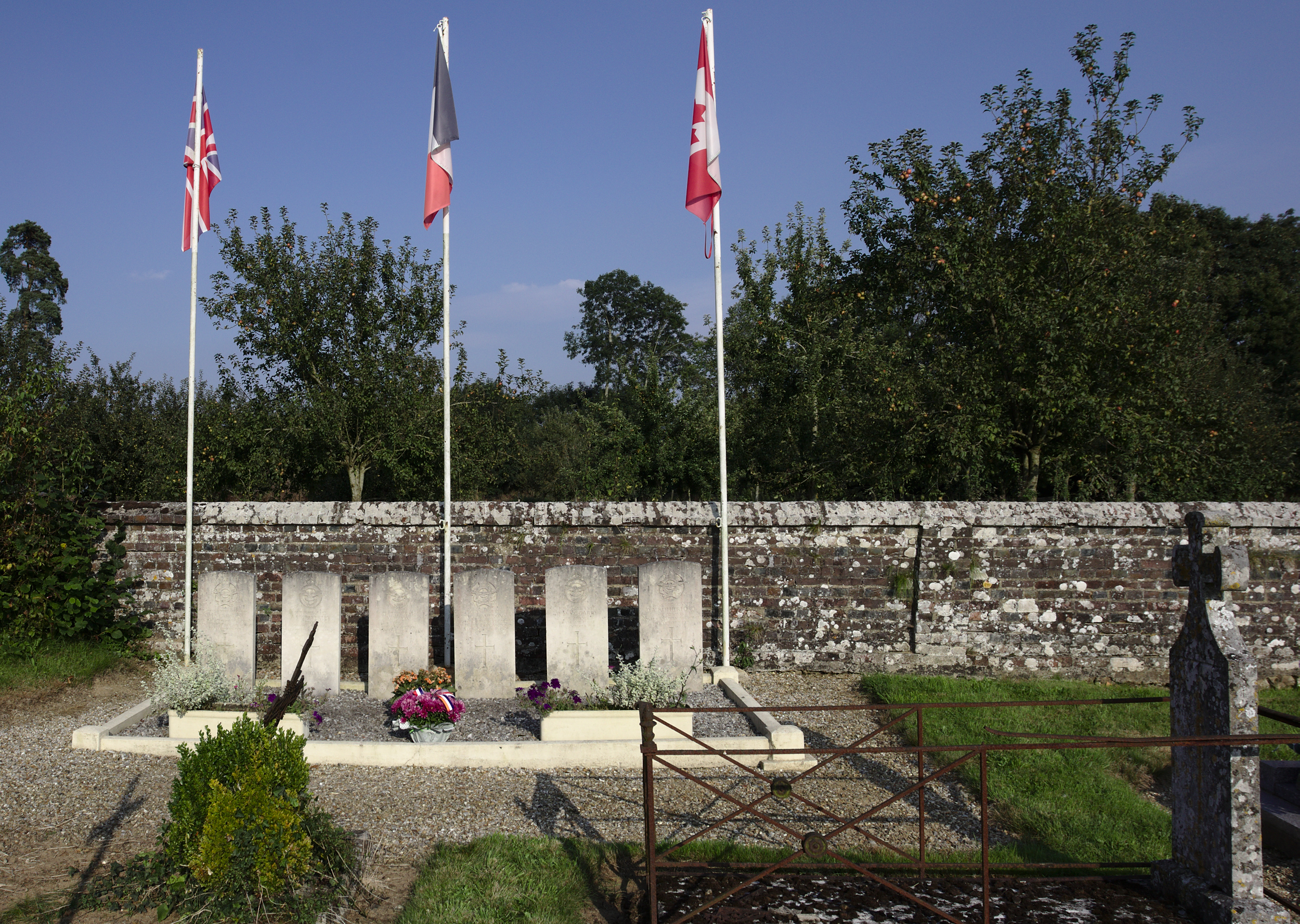
Les tombes de guerre de la Commonwealth War Graves Commission.

### Patrimoine naturel

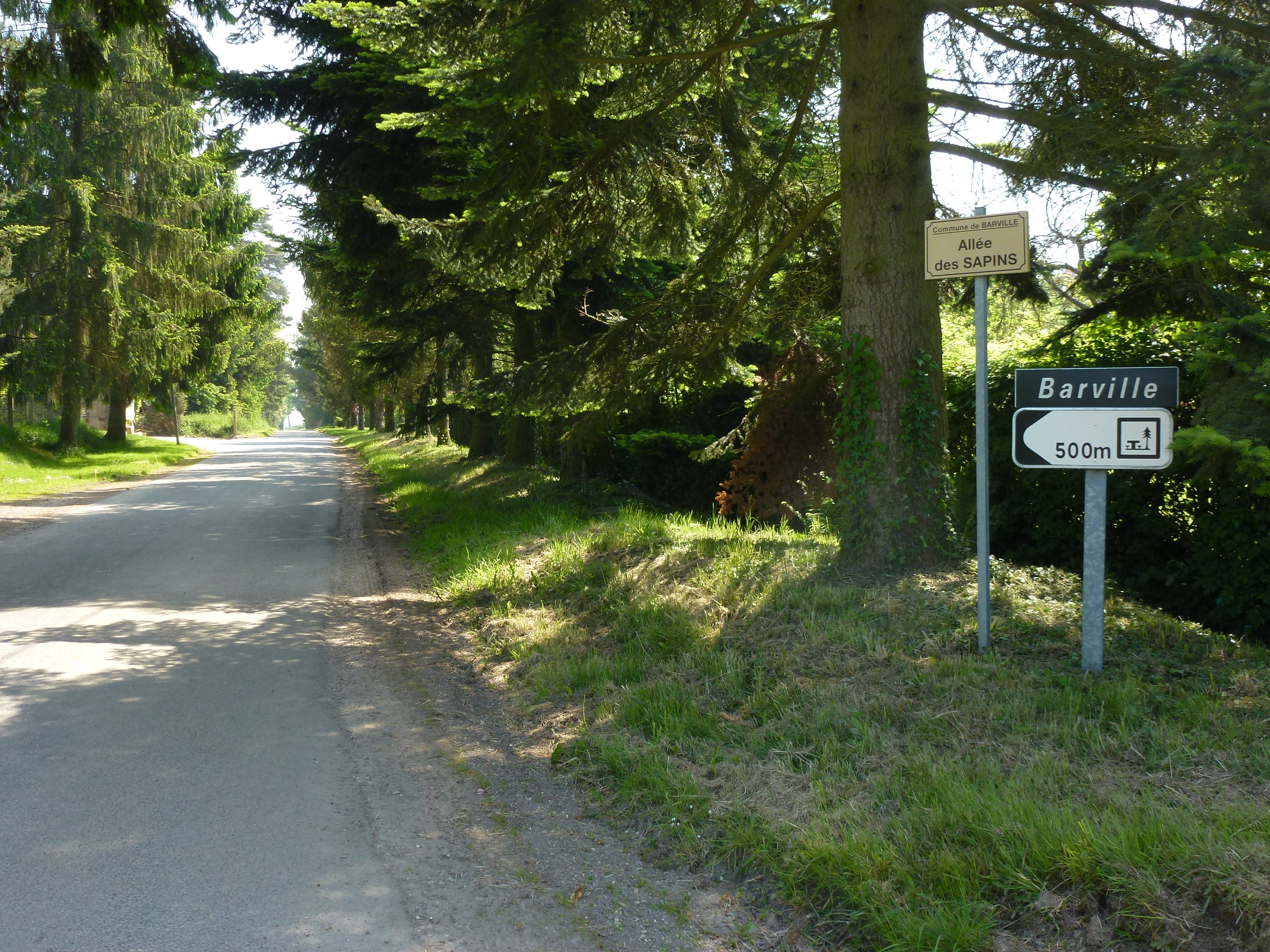
L'allée de sapins, site classé depuis 1938.

#### Site classé
- L'allée de sapins  Site classé (1938)[28].

#### Site inscrit
- Partie de la commune  Site inscrit (1977)[29].